# Politika Hrvaške
Hrvaško politiko opredeljuje parlamentarni, reprezentativni demokratični republiški okvir, kjer je hrvaški premier vodja vlade v večstrankarskem sistemu. Izvršilno oblast izvajata vlada in predsednik Hrvaške. Zakonodajno oblast predstavlja sabor. Sodstvo je neodvisno od izvršilne in zakonodajne oblasti. Parlament je veljavno hrvaško ustavo sprejel 22. decembra 1990 in odločil, da bo neodvisnost od Jugoslavije razglasil 25. junija 1991. Ustavna odločba o suverenosti in neodvisnosti Republike Hrvaške je začela veljati 8. oktobra 1991. Ustava je bila od takrat večkrat spremenjena. 
Prve moderne stranke v državi so se razvile sredi 19. stoletja, njihovi cilji in uspešnosti pa so se spreminjale zaradi družbenih sprememb, kot so razpad Avstro-Ogrske, Kraljevine Srbov, Hrvatov in Slovencev, diktatura in družbeni preobrati v kraljevini Jugoslaviji, druga svetovna vojna, vzpostavitev komunistične oblasti in razpad SFR Jugoslavije.
Predsednik republike je vodja države in vrhovni poveljnik hrvaških oboroženih sil in je neposredno izvoljen za petletni mandat. Vlado, glavno izvršilno oblast na Hrvaškem, vodi premier, ki ima štiri podpredsednike vlade, ki so tudi vladni ministri. Za določene dejavnosti skrbi dvajset ministrov. Izvršilna veja je odgovorna za predlaganje zakonodaje in proračuna, izvrševanje zakonov ter vodenje zunanje in notranje politike. Parlament je enodomni zakonodajni organ. Število predstavnikov Sabora (poslancev) se giblje med 100 in 160; izvoljeni so s splošnimi volitvami za štiriletni mandat. Pooblastila zakonodajalcev vključujejo sprejemanje in spreminjanje ustave in zakonov; sprejetje vladnega proračuna, vojne in mirovne izjave, določitve državnih meja, razpise referendumov in volitev, imenovanja in razrešitve častnikov, nadzor nad hrvaško vlado in drugimi nosilci javnih pooblastil, odgovornih za Sabor, ter amnestije. Hrvaška ustava in zakonodaja predvideva redne predsedniške in parlamentarne volitve ter volitve okrajev (županov) in skupščin ter mestnih in občinskih županov in svetov. 
Hrvaška ima tristopenjski neodvisni sodni sistem, ki ga urejajo hrvaška ustava in nacionalna zakonodaja, ki jo je sprejel Sabor. Vrhovno sodišče (hrvaško Vrhovni sud) je najvišje pritožbeno sodišče na Hrvaškem, medtem ko so občinska in okrajna sodišča sodišča splošne pristojnosti. Specializirana sodišča na Hrvaškem so trgovinsko in višje gospodarsko sodišče, prekrškovno sodiščo in višje prekrškovno sodišče, upravna sodišča in Višje upravno sodišče. Hrvaško ustavno sodišče (hrvaško: Ustavni sud) je sodišče, ki se ukvarja predvsem z ustavnim pravom. Njegova glavna pristojnost je odločiti, ali so izpodbijani zakoni dejansko protiustavni, torej ali so v nasprotju z ustavno določenimi pravicami in svoboščinami. Državno pravobranilstvo zastopa državo v pravnih postopkih.
Ekonomska obveščevalna enota je Hrvaško leta 2019 ocenila kot »napačno demokracijo«.